# كركم أمادا
كركم أمادا (بالإنجليزية: Curcuma amada)‏ هو نبات من عائلة الزنجبيل وترتبط ارتباطا وثيقا بالكركم. الجذور مشابهة جدا للزنجبيل ولكن لها طعم المانجو الخام.